# Surfe nos Jogos Olímpicos de Verão de 2024
As competições de surfe nos Jogos Olímpicos de Verão de 2024 estavam originalmente programados para acontecer entre 27 a 30 de julho, mas por conta das condições das ondas se estendeu até 5 de agosto de 2024 em Teahupo'o, Taiti, na Polinésia Francesa, quebrando o recorde de competição por medalhas mais longe da cidade-sede, neste caso, Paris. Um total de 48 surfistas (24 para cada gênero) competiram nos eventos de surfe, aumentando em oito a mais o número de competidores com relação a Tóquio 2020.

## Local
A competição de surfe foi realizada em Teahupo'o, no Taiti, território ultramarino francês da Polinésia. A decisão de realizar a competição no sul do Oceano Pacífico ao invés da Europa continental foi por conta das famosas ondas enormes na ilha, adequadas para as competições de surfe. O Taiti fica a 15 mil quilômetros (9,300 milhas) de Paris, estabelecendo um novo recorde para a maior distância física de um evento de medalha da cidade-sede, recorde que foi estabelecido pela última vez em 1956, quando os eventos equestres das Olimpíadas de Melbourne, na Austrália, tiveram que ser realizados em Estocolmo, na Suécia, por conta das regras rígidas de quarentena na Austrália para animais vindos do exterior.
Por conta da distância, os participantes das competições não ficaram na vila olímpica de L'Île-Saint-Denis e, em vez disso, ficaram no navio M/V Aranui 5 ancorado no Taiti, sendo essa a primeira vila olímpica flutuante. A competição de surfe também foi o único evento realizado sem espectadores.

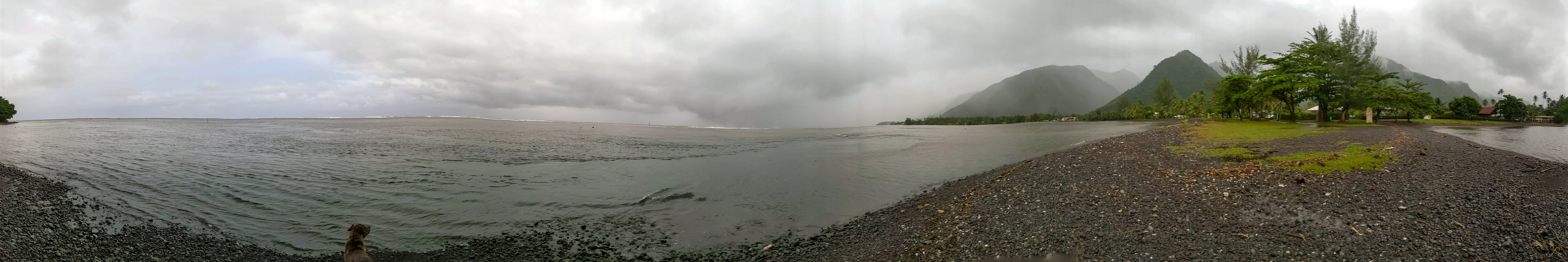
Praia de Teahupo'o no Taiti, Polinésia Francesa.

## Qualificação
O sistema de qualificação para Paris 2024 se baseou no formato anterior usado para Tóquio 2020, garantindo a participação dos melhores surfistas profissionais do mundo, juntamente com a ampla promoção de oportunidades geográficas universais para surfistas de todos os continentes. Embora as vagas de dois surfistas por gênero para cada Comitê Olímpico Nacional (CON) tenha permanecido inalterada, duas exceções a essa regra foram introduzidas para as equipes campeãs dos ISA World Surfing Games de 2022 e 2024, o que resultou em algumas equipes expandindo suas vagas a três surfistas por gênero.
As vagas foram distribuídas aos surfistas elegíveis nos seguintes eventos com base na estrutura hierárquica:
- País anfitrião – Como país anfitrião, a França reservou uma vaga para os eventos masculino e feminino. Se um ou mais surfistas franceses se qualificassem regular e diretamente, suas vagas seriam realocadas para os próximos surfistas qualificados com melhor ranking nos ISA World Surfing Games  de 2024.
- ISA World Surfing Games de 2022 –  As equipes vencedoras por gênero garantiram uma vaga para seu respectivo CON, independentemente do limite de duas vagas por país.
- 2023 World Surf League Championship Tour – Os dez melhores atletas masculinos e as oito primeiras femininas elegíveis para a qualificação receberam uma vaga cada.
- Jogos Pan-Americanos de 2023 – O medalhista de ouro de cada prova tevw direito a uma vaga nas Olimpíadas; caso contrário, seria atribuído ao próximo surfista com melhor classificação no mesmo torneio.
- ISA World Surfing Games de 2023 – O surfista masculino e feminino elegíveis com melhor classificação de cada continente (exceto as Américas) teve direito a uma vaga as Olimpíadas; caso contrário, seria realocado para o próximo surfista com melhor classificação no continente.
- ISA World Surfing Games de 2024:
  - As equipes vencedoras por gênero garantiram uma vaga para seu respectivo CON, independentemente do limite de duas vagas por país.
  - Os cinco melhores atletas masculinos e as sete melhores femininas elegíveis a qualificação receberam uma vaga.
- Vaga de universalidade – Pela primeira vez, uma vaga adicional por gênero deu direito aos CON elegíveis interessados em ter seus surfistas competindo em Paris 2024. Para se inscrever em uma vaga concedida pelo princípio da universalidade, o surfista deveria terminar entre os 50 primeiros em seu respectivo evento de surfe nos ISA World Surfing Games de 2023 ou 2024.[3]

## Calendário
Por conta das condições de ondas, as competições de surfe poderiam ser realizadas num janela entre 27 de julho e 5 de agosto de 2024. Em 29 de julho, o clima ficou perigoso no final da terceira rodada do evento masculino, forçando o adiamento da terceira rodada feminina. As ondas continuaram muito fortes para a competição nos dois dias seguintes, levando ao adiamento da última rodada feminina e de todas as finais. O surfe foi retomado em 1º de agosto. A competição foi novamente cancelada em 3 e 4 de agosto, com as semifinais e finais finalmente marcadas para 5 de agosto.
| R1 | Rodada 1 | R2 | Rodada 2 | R3 | Oitavas de final | ¼ | Quartas de final | ½ | Semifinais | F | Final |

| DataEvento | Sáb 27 jul | Dom 28 jul | Seg 29 jul | Ter 30 jul | Qua 31 jul | Qui 1 ago | Sex 2 ago | Sáb 3 ago | Dom 4 ago | Seg 5 ago | Seg 5 ago |
| ---------- | ---------- | ---------- | ---------- | ---------- | ---------- | --------- | --------- | --------- | --------- | --------- | --------- |
| Masculino  | R1         | R2         | R3         | Adiado     | Adiado     | ¼         |           | Adiado    | Adiado    | ½         | F         |
| Feminino   | R1         | R2         |            | Adiado     | Adiado     | R3        | ¼         | Adiado    | Adiado    | ½         | F         |

## Nações participantes
Ao todo, 21 CONs tiveram surfistas qualificados. Entre parênteses encontra-se representada a quantidade de competidores.
- RSA África do Sul (3)
- GER Alemanha (2)
- AUS Austrália (4)
- BRA Brasil (6)
- CAN Canadá (1)
- CHN China (1)
- CRC Costa Rica (1)
- ESA El Salvador (1)
- ESP Espanha (3)
- USA Estados Unidos (5)
- FRA França (4)
- INA Indonésia (1)
- ISR Israel (1)
- ITA Itália (1)
- JPN Japão (4)
- MAR Marrocos (1)
- MEX México (1)
- NCA Nicarágua (1)
- NZL Nova Zelândia (2)
- PER Peru (3)
- POR Portugal (2)

## Medalhistas
| Evento             | Ouro                              | Prata                          | Bronze                    |
| ------------------ | --------------------------------- | ------------------------------ | ------------------------- |
| Masculino detalhes | Kauli Vaast FRA França            | Jack Robinson AUS Austrália    | Gabriel Medina BRA Brasil |
| Feminino detalhes  | Caroline Marks USA Estados Unidos | Tatiana Weston-Webb BRA Brasil | Johanne Defay FRA França  |

## Quadro de medalhas
| Ordem | País               | Medalha de ouro | Medalha de prata | Medalha de bronze |   | Ordem por total |
| ----- | ------------------ | --------------- | ---------------- | ----------------- | - | --------------- |
| 1     | FRA França         | 1               |                  | 1                 | 2 | 1               |
| 2     | USA Estados Unidos | 1               |                  |                   | 1 | 3               |
| 3     | BRA Brasil         |                 | 1                | 1                 | 2 | 1               |
| 4     | AUS Austrália      |                 | 1                |                   | 1 | 3               |
| TOTAL | TOTAL              | 2               | 2                | 2                 | 6 | —               |